# Cirrothauma
Cirrothauma — рід глибоководних восьминогів родини Cirroteuthidae.

## Опис
Тіло драглисте. Щупальця з'єднані шкірястою перетинкою, яка доходить майже до самих їх кінчиків. Присоски на щупальцях розташовані в один ряд. З обох сторін кожної присоски розташовуються чутливі вусики — цири. На голові знаходиться пара клиноподібних плавців. Представники роду поширені у всіх океанах, крім Антарктики.